# Ciobăniș
Ciobăniș (węg. Csobányos) – wieś w Rumunii, w okręgu Harghita, w gminie Ciucsângeorgiu. W 2011 roku liczyła 5 mieszkańców.